# Rinconcito madrileño
Rinconcito madrileño es una película española de 1936 dirigida por León Artola. Se trata de una modesta producción cuyo principal punto de interés es tratar el caso de una madre soltera sin presentarla negativamente.

## Sinopsis
Mario conduce a su amante Rosa —que está esperando un hijo— a la pensión de Dolores, antigua sirvienta de su abuelo. Allí la deja con la promesa de que se casarán pronto pero, en cuanto sale a la calle, conoce a otra mujer de la que se encapricha. Rosa tiene a su hija y, con ayuda de Dolores, la deposita en casa del abuelo de Mario —general retirado que vive de forma acomodada— con una nota que explica que se trata de su biznieta. El anciano la acoge en su hogar y, por indicación de Dolores, contrata a Rosa como ama de cría. De esta forma, Rosa puede atender a su hija. Además, le dicen que Rosa es su madre para cuidar las apariencias. Una noche, Mario entra a robar en casa de su abuelo para poder atender los caprichos de su amante. Rosa le descubre e impide el delito forcejeando con él. Pero cuando aparece el abuelo, encubre a Mario diciendo que son amantes. El anciano expulsa a ambos de su casa, perdiendo así el afecto de su biznieta. Finalmente Mario es abandonado por su amante y confiesa a su abuelo que Rosa impidió el robo y que es la madre de la niña. Rosa es aceptada de nuevo en la casa y el viejo militar intenta convencer a su nieto de que se case con ella.
Paralelamente, la madre y hermanas de Rosa pasan estrecheces económicas. La hermana mediana enferma y debe trasladarse a la sierra. La madre y Pilarín, la hija pequeña, deben mudarse a una buhardilla e ir empeñando sus propiedades para subsistir. La enfermedad de la madre complica más las cosas. Cuando la situación es más apurada, Pilarín baja a un café cantante y actúa para los clientes con el fin de ganar algo de dinero. Una de las artistas decide ayudarle. Mientras ella imparte clases de canto a la niña, su novio médico opera a la madre. Finalmente, Rosa, Mario y su abuelo acuden al teatro y les sorprende el debut de Pilarín. Todos se reencuentran felizmente. 

## Reparto
- Pepita C. Velázquez — Rosa
- Luis Prendes — Mario
- Ana R. Leyva — Dolores
- Cecilio Rodríguez de la Vega — Ramón
- María Cañete — Pepa
- Guadalupe Garci-Nuño — Pilarín
- Anita Ramallo — Conchita
- Pilar Cantero — Susana
- Luis Mussot — Martínez
- Trini Tejada — María
- Marcial Gómez — Varillas
- María del Pilar Álvarez — Maribel
- Mercedes Blanco — Blanca

## Recepción
Estrenada durante la Guerra civil, la película no tuvo buena acogida. Como muestra de ello, la revista satírica No veas publicó el 17 de julio de 1937 el siguiente comentario:

Cuando mayor era la concurrencia y los novios se dedicaban a tareas propias de su sexo, estalló en la pantalla del Rialto un artefacto cinematográfico titulado Rinconcito madrileño, bien cargado de metralla. La agresión, que cogió desprevenidos a los espectadores, produjo el alboroto consiguiente y alguna víctima; la autoridad practica gestiones para detener a los culpables.

## Un cine en desaparición
Rinconcito madrileño es una muestra del cine que se rodaba en España durante la II República y que no volvería a realizarse. Filmada en 1936, poco antes del comienzo de la Guerra civil, el hecho de que fuera protagonizada por una madre soltera a la que en ningún momento se presenta como una pecadora sino como víctima de un engaño hizo que la censura la proscribiera tras la victoria del general Franco. Adicionalmente, varias de las personas que intervinieron en la película desaparecieron durante el conflicto. El director León Artola falleció por enfermedad; por su parte, el actor Cecilio Rodríguez de la Vega y el maquillador Alejandro Navarro murieron en combate.